# 中田寮
中田寮 ，是新北市淡水區的一個地名，位於該區東北部，範圍大致與忠寮里相當。

## 歷史
台灣清治末期至日治前期，中田寮地區為一街庄，稱為「中田藔庄」，隸屬於芝蘭三堡。該庄北與頂奎柔山庄為鄰，東與新庄仔庄為鄰，南邊為水梘頭庄，西邊為林仔街庄。
1901年（日治明治三十四年）11月，該庄隸屬於臺北廳，編入第二十七區。1906年（明治三十九年）1月，第二十六區、二十七區的部分街庄合併為「水梘頭區」，該庄屬之。1920年（大正九年），該庄改制並改名為「中田寮」大字，隸屬於臺北州淡水郡淡水街。
戰後淡水街改制為淡水鎮，隸屬於臺北縣，大字亦改制為里。2010年12月，臺北縣升格為新北市，淡水鎮亦改制為淡水區。

## 交通
市道101號經過水梘頭地區東南部邊界，往北可前往三芝，往西南可前往淡水市區。